# Rolls-Royce Merlin
Rolls-Royce Merlin (sprva Private Venture PV-12) je bil britanski 12-valjni, 27-litrski, tekočinsko hlajen V-motor (oz. V12), ki se je uporabljal v letalih v 2. svetovni vojni. Neuspešne motorje R-R Goshawk, Peregrine in Vulture je nadomestil Merlin. Bil je eden izmed najbolj uspešnih in vplivnih batnih letalskih motorjev vseh časov, zgradili so okrog 150 tisoč primerkov. 
Uporabljal se je v lovcih Supermarine Spitfire ter Hawker Hurricane in v bombnikih Avro Lancaster, Handley Page Halifax in de Havilland Mosquito, po vojni pa tudi v potniških in transportnih letalih.  
Snovanje in razvoj PV-12, pozneje imenovanega Merlin, je vodil Arthur John Rowledge, ki je bil odgovoren tudi za motor R-R R(acing) zmagovalnega Supermarina S.6B v tekmah za Schneiderjev pokal. R motor je pozneje služil tudi kot osnutek za Griffona (imela sta enako delovno prostornino - 37 litrov).q    
V ZDA je firma Packard za lovce North American P-51 Mustang pod imenom Packard V-1650 izdelovala Merline po Rolls-Roycevi licenci. Vpetje motorja Packard je bilo drugačno kot pri Spitfirih in ostalih angleških letalih. Mustang je dosegel svoj sloves daljinskih spremljevalnih lovcev šele po vgradnji Rolls-Royce / Packard Merlina. 

## Specifikacije(Merlin 61)
- Tip: 12-valjni, mehansko polnjeni (kompresor), tekočinsko hlajen, 60° V-motor
- Premer valja: 137 mm
- Hod bata: 152 mm
- Delovna prostornina: 27 L
- Dolžina: 225 cm
- Širina: 78 cm
- Višina: 102 cm
- Teža: 744 kg

- Gorivo: 100/130 oktanski bencin
- Oljni sistem: suhi karter ("Dry sump") z eno oljno tlačilko in dvema oljnima črpalkama
- Hlajenje: tekočinsko, 70% vode in 30% etilen glikola ("antifriza")
- Reduktor: 0,42:1 (propeler:motor)

- Moč:
- 1.290 KM (962 kW) pri 3.000 obratih pri vzletu
- 1.565 KM (1.167 kW) pri 3.000 obratih na višini 12,250 ft (3.740 m)
- 1.580 KM (1.178 kW) pri 3.000 obratih na višini 23,500 ft (7.200 m)
- Specifična moč: 0,96 KM/cu in (43,6 kW/L)
- Kompresijsko razmerje: 6:1
- Poraba goriva: minimalno 136 L/h, največ 591 L/h
- Razmerje moč/teža: 0,96 KM/lb (1,58 kW/kg) pri največji moči